# مرکز ملی منابع پژوهشی ایالات متحده آمریکا

مرکز ملی منابع پژوهشی ایالات متحدهٔ آمریکا (به انگلیسی: National Center for Research Resources) مشهور به NCRR، یکی از اعضای مؤسسات ملی بهداشت ایالات متحدهٔ آمریکا (مشهور به NIH) است.
وظیفهٔ این مرکز فدرال رهبری و نظارت بر منابع تحقیقات علوم و فناوری در حیطهٔ علوم پزشکی و زیست شناسی است.
دفاتر این مؤسسه که در سال ۱۹۶۲ تأسیس شد در جنوب ایالت مریلند واقع شده‌است.

## وب‌گاه رسمی
- وبگاه رسمی